# Tomáš Rosický
Tomáš Rosický, född 4 oktober 1980 i Prag, är en tjeckisk före detta fotbollsspelare (mittfältare).
Tomáš Rosický gjorde redan i tonåren debut för Tjeckien och deltog i EM 2000. Rosický spelade också en viktig roll när Tjeckien nådde sitt första VM-slutspel 2006. Rosický spelade många år i den tyska storklubben Borussia Dortmund, där han blev tysk mästare 2002. I slutet av maj 2006 flyttade han till Arsenal FC där han spelar i nummer 7. Rosický skadade knät i januari 2008 och han var borta från all professionell fotboll till juli 2009 då han spelade i en träningsmatch mot Barnet FC. Inte lång tid därefter skadade han sig däremot i baksidan av låret och hans comeback i tävlingsmatchssammanhang dröjde till september samma år då han spelade från start för Tjeckiens landslag i en VM-kvalmatch mot San Marino. Sedan flera år tillbaka är Rosický kapten för landslaget och tog i november 2011 sitt land till EM-slutspelen 2012 i två avgörande kvalmatcher mot Montenegro. 
Rosicky är känd som en av de största stjärnorna i Arsenal runt om i världen, speciellt i Södra Europa, England o Kina. I Sverige har han dock alltid varit underskattad och på senare tid bortglömd enligt Arsenal-fansen.
Rosicky avslutade karriären 2017 efter att ha varit en säsong i sin gamla klubb Sparta Prag.

## Meriter

### Klubblag
Sparta Prag
- Synot liga: 1998/1999, 1999/2000

Dortmund
- Fußball-Bundesliga: 2001/2002

Arsenal
- FA-Cupen: 2013/2014, 2014/2015
- FA Community Shield: 2014

### Internationellt
- 100 A-landskamper för Tjeckiens fotbollslandslag
- EM: 2000, 2004, 2012
  - EM-semifinal 2004
- VM: 2006

### Individuellt
- Årets talang i Tjeckien: 1999
- Årets fotbollsspelare i Tjeckien: 2001, 2002, 2006